# دومپریدون
دومپریدون (به انگلیسی: Domperidone) که با نام‌ تجاری موتیلیوم (به انگلیسی: Motilium) هم شناخته می‌شود، دارویی است ضددوپامینرژیک که معمولاً یا برای درمان تهوع و استفراغ بکار می‌رود، یا برای تحریک و منظم کردن حرکت دستگاه گوارش (داروی پروکینتیک) یا برای تحریک نمودن شیردهی بکار می‌رود. و برای ضد استفراغ کاربرد زیادی دارد.

## موارد استفاده

### درمان بیماریهای گوارشی
شواهد موجود نشان می‌دهد که دومپریدون اثر ضد استفراغ دارد. برای درمان تهوع و استفراغ، همانطوری‌که از متوکلوپرامید، سیکلیزین (که یک آنتی‌هیستامین است) و اندانسترون (که یک مسدودکننده زیرگروه سوم گیرنده پنج هیدروکسی تریپتامین(سروتونین) ۵HT۳ است) استفاده می‌شود، دومپریدون هم مورد استفاده قرار می‌گیرد. در بعضی کشورها، به عنوان اولین دارو در درمان استفراغ تجویز می‌شود، البته در آمریکا هنوز مجوز مصرف نگرفته‌است.
بر خلاف متوکلوپرامید که در بیماران مبتلا به پارکینسون منع مصرف دارد، از دومپریدون می‌توان در درمان استفراغ بیمار پارکینسونی هم استفاده کرد چونکه دومپریدون از سد خونی-مغزی نمی‌گذرد.
در درمان گاستروپارزی (نوعی فلج حرکت و تخلیه معده) و ریفلاکس نوزادان از دومپریدون استفاده شده‌است.
در کانادا، استفاده از این دارو برای درمان علامتی اختلالات حرکتی دستگاه گوارش فوقانی که بعلت گاستریت مزمن، گاستریت تحت‌حاد و گاستروپارزی دیابتی ایجاد شده‌اند، به رسمیت شناخته شده.

### شیردهی
در انسانها، هورمون پرولاکتین شیردهی را تحریک می‌کند و دوپامین ترشح شده از هیپوتالاموس، اثر جلوگیری‌کننده از رها شدن پرولاکتین را داراست. چون دومپریدون اثر ضد دوپامینی دارد، باعث افزایش ترشح پرولاکتین و به دنبال آن افزایش ترشح شیر از غدد پستانی می‌شود. البته این اثر دومپریدون باعث نشده‌است که در هیچ کشوری به عنوان داروی افزاینده شیردهی به رسمیت شناخته شود و بکار بردن این چنینی دومپریدون نوعی استفادهٔ بدون منبع در پزشکی تجربی محسوب می‌شود.
با توجه به اینکه این دارو در شیر مادر ترشح می‌شود و مطالعهٔ قطعیی در مورد اثر آن روی کودکان شیرخوار منتشر نشده‌است، استفاده از آن به عنوان افزاینده شیر، مورد تأیید نیست. حتی در مقاله‌ای ادعا شده که خطر تشنج در نوزادانی که مادرانشان دومپریدون خوراکی استفاده کرده بودند، افزایش می‌یابد.

## عوارض
در بعضی موارد نادر، دیده شده‌است که تزریق وریدی دومپریدون منجر به نامنظمی قلب و ایست قلبی شده‌است. چنین عوارضی باعث شده که در بعضی از کشورها نوع تزریق وریدی آن را جمع‌آوری نمایند.
در استرالیا ادعا شده در بیمارانی که بیش از ۳۰ میلی‌گرم در روز دمپریدون مصرف می‌کنند یا سنشان بالای ۶۰ سال است، خطر مرگ ناشی از ایست قلبی یا آریتمی‌های بطنی نسبت به افراد معمولی بالاتر است.

## تداخلهای دارویی
- آنتی‌کولینرژیکها، مثلاً هیوسین، باعث کاهش اثر دومپریدون می‌شوند.[۱]
- ضد قارچهای آزول (Azole antifungal drugs)، مثلاً کتوکونازول، ممکن است باعث افزایش غلظت دومپریدون شوند. علت آن اینستکه این داروها می‌توانند بعضی از زیر گروههای آنزیم سیتوکروم پی ۴۵۰ را کم اثر کنند که منجر می‌شود دومپریدون با سرعت کمتری متابولیزه شود.[۱]
- مهارکننده‌های پروتئاز، که در درمان اچ‌آی‌وی/ایدز بکار می‌روند، غلظت دومپریدون را افزایش می‌دهند.[۱]
- آنتی‌بیوتیکهای ماکرولید، مثلاً اریترومایسین، باعث افزایش غلظت دومپریدون می‌شوند.[۱]
- مهارکننده‌های مونوآمین اکسیداز (MAO Inhibitor)، مثلاً ایزوکاربوکسازید، نباید همزمان با دومپریدون بکار روند.[۱]
- نفازودن (Nefazodone)، که یک داروی ضد افسردگی از خانواده مسدودکننده‌های سروتونین است، غلظت دومپریدون را می‌افزاید.[۱]
- چون دومپریدون خاصیت پروکینتیک (تسهیل‌کننده حرکات روده) دارد، نباید با انواعی از دارو مصرف شود که آهسته‌رهش (Sustained release) ویا با پوشش روده‌ای (Enteric coated) هستند.[۱]
- خنثی‌کننده‌های اسید معده نباید همزمان با دومپریدون داده شوند.[۱]
- داروهای ضد موسکارینی مثل آتروپین، که اثر آنتی‌کولینرژیکی دارند و اپیوییدها مثل مرفین، ضد (آنتاگونیست) دومپریدون هستند.[۱]
- مصرف دومپریدون ممکن است اثر داروهای دوپامینرژیک را از بین ببرد، مثلاً ممکن است اثر پرگولید یا بروموکریپتین را خنثی کند.[۱]

## منع مصرف
- خونریزی دستگاه گوارشی فوقانی یا تحتانی.[۱]
- انسداد روده یا سوراخ شدگی آن.[۱]
- وجود آسیب در کبد.[۱]
- تومور ترشح‌کنندهٔ پرولاکتین (پرولاکتینوما).[۱]
- حساسیت به ترکیب شیمیایی دومپریدون.[۱]
- تومور هیپوفیزی آزادکننده پرولاکتین.[۱]